# バンディット・アングラングシー
- ブンディット・ウングランセー

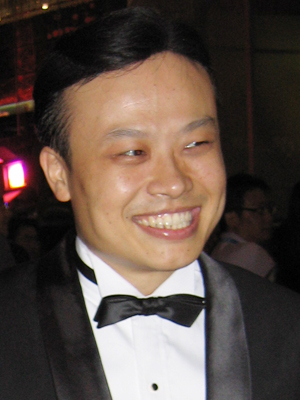
バンディット・アングラングシー

バンディット・アングラングシー（タイ語: บัณฑิต อึ้งรังษี; ラテン文字表記例：Bundit Ungrangsee, 1970年12月7日 - ）は、タイ出身の指揮者。
ハジャイ出身。3歳の時にバンコクに家族で移住。10代からクラシック・ギターに親しみ、バンコクのアサンプション大学で経営学を専攻しつつ音楽を学んだ。その後ウーロンゴン大学で作曲を学びつつヘンリク・ピサレクに指揮法を学んだ。またミシガン大学でグスタフ・マイアーとケネス・キースラーに指揮法を学び、修士号を取得した。1995年にはシエナでユーリ・テミルカーノフとチョン・ミョンフンの薫陶を受け、1997年にブザンソン国際指揮者コンクールにセミ・ファイナルまで残った。1998年にはレナード・バーンスタイン研究奨学金を取得し、タングルウッド音楽祭でアンドレ・プレヴィン、小澤征爾とヨルマ・パヌラの各氏のレッスンを受けた。1999年にはリスボン国際指揮者コンクールで優勝。2002年にはハンガリー放送国際指揮者コンクールのファイナリストに残り、マゼール＝ヴィラール国際指揮者コンクールで優勝した。2004年から翌年にかけてチャールストン交響楽団の首席客演指揮者を務めた。2005年からタイ王国より文化大使の称号を得た。